# Orchestre symphonique de Saint-Louis
L'Orchestre symphonique de Saint-Louis (St. Louis Symphony Orchestra, parfois abrégé en St. Louis Symphony ou par son acronyme SLSO) est un orchestre symphonique situé à Saint-Louis (Missouri, États-Unis). Il est le deuxième plus ancien orchestre symphonique en activité des États-Unis (précédé par l'Orchestre philharmonique de New York) et l'un des plus réputés après les Big Five.

## Historique
L'orchestre fait remonter son origine à la saison 1880-1881, quand est fondée la St. Louis Choral Society, une chorale dirigée par Joseph Otten, qui se produisait au Mercantile Library Hall, salle de 2000 places dans le centre-ville de Saint-Louis.
En 1890, la Société chorale absorbe l'orchestre St. Louis Musical Union fondé par Dabney Carr et August Waldauer, qui avait donné son premier concert le 17 novembre 1881. Cet orchestre symphonique professionnel d'une cinquantaine d'exécutants se finançait par souscription d'abonnements et connaissait alors des difficultés budgétaires. Après le rachat de l'orchestre, la Société prend le nom de St. Louis Choral-Symphony Society. Au début XXe siècle, la formation comprend 55 musiciens et 250 choristes, et se produit à l'Exposition universelle de 1904. Puis, passant sous la direction de Max Zach en 1907, elle devient la St. Louis Symphony Society et l'orchestre le St. Louis Symphony Orchestra.
Malgré ces changements de noms au cours de trois décennies, la date retenue pour la naissance du SLSO est le 24 mars 1881, précédant de peu celle du Boston Symphony Orchestra qui, déjà sous son nom définitif, annonçait en septembre son concert inaugural du 22 octobre 1881.
Après la démolition de l'ancienne Mercantile Library, l'orchestre joue au Odeon Theater (démoli en 1935) puis au Kiel Opera House (actuel Théâtre Stifel (en)). Depuis 1968, il est installé au Powell Hall (ex-Powell Symphony Hall), une ancienne salle de cinéma spécialement aménagée pour la musique et réputée pour la qualité de son acoustique,. Il a aussi donné plusieurs concerts au Carnegie Hall de New York et a fait de nombreuses tournées à l'étranger. En 140 ans d'existence, treize directeurs musicaux se sont succédé. Les chefs les plus fréquemment invités ont été Erich Leinsdorf, Erich Bergel, Max Rudolf et Raymond Leppard. Le SLSO est l'orchestre en résidence du festival d'été Opera Theatre of Saint Louis depuis 1978.
Favorisé par la diffusion des microsillons et des CD, le prestige international du Symphonique de Saint-Louis s'accroît notablement pendant l'ère de Leonard Slatkin (1979-1996). Le concert de gala du centenaire a lieu le 12 septembre 1980 avec le concours de prestigieux solistes. Sous la direction de Slatkin, l'orchestre réalise de nombreux enregistrements pour les labels Vox, Telarc, EMI et RCA Victor, récoltant 7 Grammy Awards, et fait des tournées en Europe et en Asie. Mais, en dépit de ces succès, l'équilibre financier de la société se dégrade, la conduisant au bord de la faillite début 2001.
À cette époque, le SLSO subit comme tous les autres orchestres nord-américains, et davantage que les grands orchestres européens, le contrecoup de la crise du disque.
Il s'essaie alors à l'auto-édition avec son label Arch Media, diffusant en CD des enregistrements live dirigés par le chef de l'époque, Hans Vonk. D'intérêt artistique limité et de peu d'écho, l'aventure tourne court.
En 2001, un nouveau président-directeur général issu de la banque est chargé de rétablir la situation financière. Ses mesures incluant une réduction d’activité et des salaires, ainsi que la suppression de l'assurance maladie, sont très mal ressenties par les musiciens. Après une période particulièrement difficile aboutissant à un lock-out de 2 mois début 2005, condamné finalement comme grève illégale, et une motion de défiance des musiciens envers le président, les musiciens doivent signer un nouveau contrat et retirer leur motion. Mais le déficit persiste, et en 2008, l'ancien président-directeur général laisse son poste à Fred Bronstein ; manager, mais surtout musicien de formation, celui-ci instaure une politique de sauvetage ambitieuse, « Building Our Business », reposant en priorité sur des actions destinées à amener un public plus large et moins élitiste, et sur la radiodiffusion des concerts par la station publique locale ; associée aux dons de mécènes privés et une nouvelle convention collective acceptée par les musiciens, cette politique est couronnée de succès dès sa 5e année.
Arrivant en 2005 à la direction musicale après trois ans de vacance du poste, David Robertson est le deuxième chef né américain après Slatkin dans l'histoire de l'orchestre. À la tête de l'Ensemble Intercontemporain de Paris pendant près de 20 ans, puis de l'Orchestre national de Lyon, c'est un chef rompu à tous les répertoires, qui recueille les suffrages de la critique dès son concert avec le SLSO à Carnegie Hall en avril 2005, et qui emmène plus tard la phalange à Londres pour sa première participation aux Proms en 2012. Tout au long de son mandat, il programme des œuvres symphoniques de John Adams, le plus en vue des compositeurs américains nés après-guerre, avec d'abord Harmonielehre en 2007. Grâce à la firme Nonesuch, Robertson et le SLSO reprennent en 2009 une collaboration avec l'édition phonographique initiée dans les années 1920 par Rudolf Ganz, culminant avec Vladimir Golschmann dans les années 40-50, puis 40 ans plus tard avec Leonard Slatkin, mais abandonnée depuis plus de 10 ans. Le premier des quatre CD consacrés à John Adams révèle aux mélomanes deux de ses œuvres récentes, Guide to Strange Places (2001) et Doctor Atomic Symphony (2007) ; le second, City Noir et Concerto pour saxophone, est couronné du Grammy Award 2015 Best Orchestral Performance, récompense la plus honorifique pour les musiciens, redonnant une visibilité internationale à l'orchestre. Suivent deux autres CD, enregistrés en 2016, avec Scheherazade.2 jouée par la violoniste dédicataire Leila Josefowicz, et le Concerto pour violon de 1993 par la même interprète,.
Robertson et le SLSO ont aussi enregistré des œuvres pour piano et orchestre de Gershwin et de Mozart, ainsi qu'une symphonie de Wynton Marsalis.
Le chef français Stéphane Denève succède à Robertson en 2019,, tandis que la franco-britannique Stephanie Childress, deuxième prix au concours international de direction La Maestra en 2020, est nommée cheffe assistante en décembre 2020,.
À partir du 17 mars 2020, la plupart des concerts sont annulés, reportés ou donnés sans public en raison de la pandémie de Covid-19.

## Commandes et créations
Le SLSO s'est fait connaître par la création de nombreuses œuvres de maîtres confirmés ou de ses jeunes compositeurs en résidence.
- Commandes : 
  - David Del Tredici : In Memory of a Summer Day, commandé pour le 100e anniversaire du SLSO et créé le 23 février 1980 - Prix Pulitzer de musique 1980, Grammy Award 1983 pour le CD enregistré par Leonard Slatkin
  - Joan Tower : Silver Ladders (1986), créé le 9 janvier 1987, Grawemeyer Award en 1990 ; Concerto pour orchestre (1991)
  - Kevin Puts : Rivers’s Rush (2004)
  - Christopher Rouse : Symphonie no 3 (2011), créée en 2011
  - John Adams : Concerto pour saxophone (2013) - Grammy Award 2015 Best Orchestral Performance pour le CD avec le dédicataire Timothy McAllister (en)
  - Aaron Jay Kernis : Venit Illuminatio (2019)
  - et des œuvres d'Alberto Ginastera, William Schuman, Robert Wykes (en)[4]

- Créations mondiales : 
  - Darius Milhaud : Introduction et allegro sur un thème de Couperin (1941) ; Concerto pour marimba, vibraphone et orchestre (1949)
  - Alexandre Tansman : Rapsodie polonaise (1941) ; Symphonie no 7 (1947) ; Ricercari (1949)
  - Bohuslav Martinů : Suite concertante (1945) ; Intermezzo (1950), dédié à l'orchestre
  - Vincent Persichetti, Symphonie no 6 (1956) ; Symphonie no 7 « Liturgical » (1959)
  - John Williams : Concerto pour violon (1982)
  - Alberto Ginastera : Symphonie no 2 (1983) ; Popol Vuh (1989)
  - Steve Reich : Three Movements (1986)
  - Christopher Rouse : Phantasmata (1986) ; Concerto pour basson (2011)
  - Joan Tower : Island Prelude (1989) ; Paganini Trills (1996)
  - et des œuvres de David Amram (en), Jacob Druckman, Donald Erb (en), Gene Gutchë (en), Joseph Schwantner[4]

## Formations associées
Le St. Louis Symphony Youth Orchestra (SLSYO) a été fondé en 1970 à l'initiative de Leonard Slatkin, alors chef assistant. Il rassemble une centaine de jeunes musiciens âgés de 12 à 22 ans sélectionnés sur auditions. Il est placé sous la direction musicale des chefs assistants du SLSO.
Le St. Louis Symphony Chorus a été fondé en 1976 par Jerzy Semkow et son premier chef de chœur Thomas Peck. C'est un ensemble de 120 chanteurs qui intervient chaque saison dans les œuvres symphoniques avec chœurs.
Le St. Louis Symphony IN UNISON Chorus est un chœur dont les membres tous amateurs se réunissent pour chanter sans distinction de catégories sociales, d'âge ou de couleur. Son répertoire est orienté en priorité sur la musique des cultures afro-américaine et africaine, notamment le gospel. Il a un partenariat étroit avec les églises de la communauté.

## Chefs d'orchestre directeurs musicaux
| - 1880–1894 Joseph Otten - 1894–1907 Alfred Ernst - 1907–1921 Max Zach - 1921–1927 Rudolph Ganz (en) - 1931–1958 Vladimir Golschmann - 1958–1962 Edouard van Remoortel - 1963–1968 Eleazar de Carvalho | - 1968–1975 Walter Susskind - 1975–1979 Jerzy Semkow - 1979–1996 Leonard Slatkin Laureate - 1996–2002 Hans Vonk - 2002–2004 Itzhak Perlman (conseiller musical) - 2005–2018 David Robertson - 2019–présent Stéphane Denève |